# Radical 92
El radical 92, representado por el carácter Han 牙, es uno de los 214 radicales del diccionario de Kangxi. En mandarín estándar es llamado 牙部, (yá　bù); en japonés es llamado 牙部, がぶ (gabu), y en coreano 아 (a). En los textos occidentales es llamado «radical “colmillo”».

## Nombres populares
- Mandarín estándar: 牙, yá, «diente».
- Coreano: 어금니아부, eogeumni a bu, «radical a-muela».
- Japonés:　牙（きば）, kiba «colmillo».
- En occidente: radical «colmillo».

## Galería
| Estilos antiguos                                 | Estilos antiguos                  | Estilos antiguos                        | Estilos antiguos                   | Estilos antiguos                   | Estilos empleados actualmente       | Estilos empleados actualmente  | Estilos empleados actualmente    | Estilos empleados actualmente   | Estilos empleados actualmente  |
|                                                  |                                   |                                         |                                    |                                    |                                     | 牙                             | 牙                               |                                 |                                |
| 甲骨文 jiǎgǔwén (escritura de huesos oraculares) | 金文 jīnwén (escritura de bronce) | 简帛 jiǎnbó (escritura de bambú y seda) | 篆文 zhuànwén (escritura de sello) | 篆文 zhuànwén (escritura de sello) | 隸書 lìshū (estilo de los escribas) | 楷書 kǎishū (estilo regular)   | 楷書 kǎishū (estilo regular)     | 行書 xǐngshū (estilo corriente) | 草書 cǎoshū (estilo de hierba) |
| 甲骨文 jiǎgǔwén (escritura de huesos oraculares) | 金文 jīnwén (escritura de bronce) | 简帛 jiǎnbó (escritura de bambú y seda) | 大篆 dàzhuàn (sello grande)        | 小篆 xiǎozhuàn (sello pequeño)     | 隸書 lìshū (estilo de los escribas) | 繁體／繁体 fántǐ (tradicional) | 简体／簡體 jiǎntǐ (simplificado) | 行書 xǐngshū (estilo corriente) | 草書 cǎoshū (estilo de hierba) |

## Caracteres con el radical 92
| trazos | carácter |
| ------ | -------- |
| + 0    | 牙       |
| + 8    | 牚       |